# Piggott-Haken
Der Piggott-Haken ist ein nach Derek Piggott benanntes Bedienelement (eine Art „Abzugsicherung“) im Cockpit eines Segelflugzeugs. Der Piggott-Haken soll ein versehentliches Auslösen bzw. Ausfahren der Bremsklappen in Verbindung mit gelösten Bremsen beim Start verhindern und dient somit der Sicherheit des Piloten. Es sollen Flugunfälle vermieden werden, die auf den Start mit versehentlich ausgefahrenen Störklappen zurückzuführen sind, die zu niedrige Steigraten bewirken. Piggott teilte seine Idee eines solchen Sicherungsmechanismus im Jahr 2000 auf der SSA-Convention in Albuquerque einem deutschen Kollegen und Mitarbeiter der DG Flugzeugbau mit. Alle Segelflugzeuge der Serien Glaser-Dirks DG-800/DG-808 und DG Flugzeugbau DG-1000, die Ende des Jahres 2000 und danach geliefert werden, werden (laut der Seite des Herstellers) einen Piggott-Haken sowie eine gekoppelte Radbremse besitzen.